# IRC+10420
Désignations
IRC+10420, aussi nommée V1302 Aquilae (V1302 de l'Aigle en français, V1302 Aql en abrégé), est une étoile hypergéante jaune de la constellation de l'Aigle située à une distance de 4-6 000 parsecs (~13-20 000 années-lumière) du Soleil.